# 森特鎮區 (堪薩斯州馬里昂縣)
森特鎮區（英語：Centre Township）為美國堪薩斯州馬里昂縣轄下的鎮區。2010年美国人口普查中此鎮區人口有479人。

## 地理
森特鎮區涵蓋總面積為126.9平方（49.00平方英里），其中陸地面積為126.4平方（48.80平方英里），水域面積為0.52平方（0.20平方英里）或0.41%。海拔高度1,375（4,511英尺）。

## 人口統計
根據2010年美國人口普查，森特鎮區人口有479人，其中男性有245人，女性有234人，人口密度為每平方公里3.78人，住房計359戶。鎮區內的白人有472人，非裔美國人有0人，美洲原住民有4人，亞裔美國人有0人，太平洋島裔美國人有0人，其他種族有0人，混血種族則有3人。此外鎮區內有3人為西班牙裔或拉丁裔美國人。此鎮區之年齡中位數為53.7歲，而男性年齡中位數為54.4歲，女性年齡中位數為53.2歲。

## 交通

### 主要公路
- 56號美國國道
- 77號美國國道
- 150號堪薩斯州州道
- 256號堪薩斯州州道